# 廣薩河

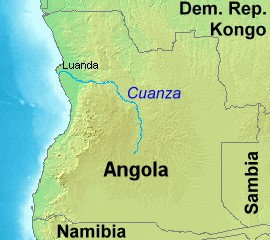

廣薩河（葡萄牙語：Rio Cuanza），是安哥拉的河流，在首都羅安達以南流入大西洋。廣薩河下游可航行的河道長150英哩，是北廣薩省和南廣薩省的分界線。在首項生物多樣性計劃中，顯示廣薩河中有50種魚類。

## 历史
该河下游约250公里的河段可通航，曾作为葡萄牙入侵安哥拉北部的路线。南宽扎省及北宽扎省以该河名字命名。安哥拉的货币单位安哥拉宽扎亦是以该河的名字命名。2014年，马兰热省的卡潘达水坝建成，为周围地区提供电力及灌溉。

## 外部連結
9°21′S 13°09′E / 9.350°S 13.150°E